# Església de San Gioacchino ai Prati
L'església de San Gioacchino in Prati és un lloc de culte catòlic a Roma, seu de la parròquia del mateix nom, situada al districte de Prati, a la via Pompeo Magno, prop de la piazza dei Quiriti. L'església també té un títol cardinalici.

## Història i descripció
Aquesta església va ser construïda a instàncies del papa Lleó XIII, que tenia la intenció de celebrar el seu jubileu sacerdotal d'aquesta manera: la primera pedra es va col·locar el 1881, però les obres es van dur a terme entre el 1891 i el 1898 , any en què l'església es va obrir al públic (tot i que les obres només es van completar el 1911). Va ser dedicada a Sant Joaquim, pare de la Mare de Déu, en memòria del nom de bateig del papa.
A més dels seus aspectes arquitectònics, l'església també té valor en l'àmbit de l'urbanisme perquè, juntament amb altres del districte i del barri adjacent de Trionfale (en part contemporani), explica una tendència anticlerical generalitzada a finals del segle xix en el nounat estat italià que volia, a diferència del Vaticà, minimitzar la importància dels llocs de culte, assignant-los un solar edificable de qualsevol tipus als barris en construcció alineats fins i tot en carreteres secundàries i no, com s'esperaria, un solar amb vistes a la plaça principal del barri (fins i tot en aquest cas on la Piazza dei Quiriti és molt a prop i té edificis residencials senzills davant).
Les característiques especials de l'església són la cúpula, feta d'alumini i perforada amb estrelles de cristall, que proporcionen una il·luminació sugerent a l'interior; i a l'interior 14 capelles dedicades a catorze de les vint-i-set nacions catòliques que van contribuir, amb les seves ofrenes, a la construcció de l'edifici.
L'església, construïda per l'arquitecte Raffaele Ingami, té tres naus, en forma de creu llatina, dividides per columnes de granit rosa amb capitells de bronze. Sembla sumptuosament decorat amb marbre policromat i mobles metàl·lics. La porta central està flanquejada per dues columnes donades pel tsar de Rússia.
El 1908 el constructor d'orgues belga Jules Anneessens va construir en aquesta església un orgue amb tres manuals i 29 registres, restaurat el 2008 per l'empresa Gustavo Zanin de Codroipo (UD).
L'església és parròquia des del 1905 i està confiada a la congregació del Santíssim Redemptor; ha estat titular del títol cardinalíci des del 1960.
Durant l'ocupació nazi de Roma, un grup de persones perseguides (jueus i polítics) van trobar refugi dins la cúpula de l'església. La solució, necessària per salvar un grup de refugiats —inicialment acollits al cinema parroquial— de les incursions cada cop més freqüents de l'exèrcit alemany en entorns religiosos, va ser ideada per l'enginyer Pietro Lestini, que coneixia totes les zones de l'església. Els refugiats van acceptar, doncs, ser tancats en un espai estret i fosc entre la volta de l'església i la teulada. La construcció de maó de l'única porta d'entrada es va completar el 3 de novembre de 1943, i en aquell espai estret, enmig de dificultats i privacions indescriptibles, hi vivien cada dia de deu a quinze persones: la seva única connexió amb el món era una petita finestra que s'obria, situada al centre del gablet a cinquanta metres del terra, per on passaven homes i coses: menjar, roba, cartes, diaris, passatemps i fins i tot residus orgànics. Els refugiats van sortir del seu amagatall el 7 de juny de 1944.
Al final de la guerra, per haver salvat els perseguits, el govern israelià va declarar Justos entre les Nacions el pare redemptorista Antonio Dréssino, rector de San Gioacchino, la monja Margherita Bernès de les Filles de la Caritat (la seu de les quals era just davant de l'església de San Gioacchino), que s'encarregava del subministrament d'aliments i roba, l'enginyer Lestini (que ho havia organitzat tot i supervisat les operacions logístiques) i la seva filla Giuliana, que s'encarregava de les relacions entre les famílies i els refugiats romans.

### Les capelles nacionals
A l'església hi ha catorze capelles nacionals, dedicades als estats que les van decorar: Brasil, Portugal, Baviera, Polònia, Canadà, Anglaterra, els Estats Units, Espanya, França, Itàlia, els Països Baixos, Bèlgica, Irlanda i Argentina.
- La capella del Brasil va ser dissenyada per Cesare Cappabianca i pintada al fresc per Eugenio Cisterna; a l'altar hi ha un políptic de fusta amb la Mare de Déu d'Aparecida; als seus costats hi ha els sants Pau i Sebastià (patrons del Brasil), mentre que a sobre hi ha Déu i els sants Antoni de Pàdua i Elisabet d'Hongria. Les pintures de les parets representen la primera predicació de la fe catòlica al país (esquerra) i la primera missa celebrada al Brasil (dreta). La volta representa la Madonna com a Protectora de l'Amèrica Llatina, mentre estén un vel sobre el país sud-americà.[1]
- La capella de Portugal va ser dissenyada per Virginio Monti. A l'altar hi ha una estàtua de Sant Antoni de Pàdua (a qui està dedicada la capella), als costats de la qual hi ha els sants Guillem Bisbe, Anna, Margarida Maria Alacoque (llavors beata quan es va construir l'església) i Bernat. A la paret esquerra hi ha un fresc que representa Jesús juntament amb Marta i Maria, les germanes de Llàtzer, als costats de les quals hi ha Sant Andreu Apòstol i el beat Alà de la Roca. A la paret dreta hi ha representat el miracle de les roses de santa Elisabet de Portugal, flanquejada pels sants Iu de Chartres i Simó (potser Simeó I de Jerusalem). Per sobre dels frescos hi ha altres sants, mentre que les llunetes representen la Sagrada Família i Sant Antoni alletant un nen. A la volta som testimonis de la glòria de Sant Antoni.[2]
- La capella de Baviera es deu al redemptorista Maximilian Schmaltz, autor del projecte, i a Giovanni Scrivo, que va crear l'altar. L'obra del centre representa l'emperador Enric II el Sant aprovant l'esbós de la catedral de Bamberg, juntament amb la seva esposa Cunegunda. Als costats hi ha els sants Burcard, Pirmí, Wolfgang i Kilianus, i a sobre d'ells Erentrude i Valpurga. La pintura de la paret esquerra il·lustra la reprimenda del prefecte Eulasi per part de sant Maximilià; als seus costats hi ha els sants Willibald i Valentí de Passau, i a sobre d'ells sant Virgili i sant Gebard. A l'altra paret hi ha representat sant Rupert batejant el duc Teodó; als costats hi ha els sants bisbes Corbinià, Benó, Ulric i Emmerà. La lluneta esquerra retrata Pere Canisi, la dreta Maria Crescentia Höss. El gest de la consagració de l'autoritat civil i religiosa a Maria va ser pintat a la volta.[3]
- La Capella de Polònia va ser decorada per Attilio Palombi. La pintura central representa la icona de la Mare de Déu de Częstochowa al fons i vuit sants al primer pla: són (d'esquerra a dreta) Adalbert, Joan de Kęty, Joan de Dukla (?), la reina Eduvigis, Simó de Lipnica (?), Josafat Kuncewič, el rei Casimir i Benet de Skalka. El fresc de la paret esquerra representa la resurrecció d'un mort per sant Estanislau de Cracòvia, mentre que el de la paret dreta retrata el jesuïta Estanislau Kostka incitant les tropes poloneses a enfrontar-se als turcs. Respectivament, les llunetes representen l'aparició de l'Infant Jesús a Sant Josafat (esquerra) i sant Jacint creuant el riu Vístula (dreta). La volta mostra Estanislau Kostka rebent la comunió d'un àngel.[4]
- La Capella del Canadà està dedicada a santa Anna, esposa de Joaquim i mare de Maria. Sobre un altar policromat de marbre pavonazzetti hi ha un llenç de Virginio Monti que representa la presentació de Maria al Temple. A la paret esquerra hi ha una fornícula amb una estàtua de santa Teresa de Lisieux (patrona dels missioners), envoltada d'àngels que escampen flors, i a la paret dreta s'il·lustra un miracle de Santa Anna, que es diu que va salvar d'un naufragi uns pastors bretons que la visitaven. Les llunetes representen dues esglésies dedicades a Santa Anna (el santuari canadenc de Beaupré i el francès d' Auray ) i la glòria de la santa va ser pintada a la volta.[5]
- La Capella d'Anglaterra es troba al final del transsepte dret i va ser decorada per Eugenio Cisterna i Virginio Monti. L'altar de marbres preciosos està decorat amb miralls d'alabastre i malaquita i ornaments de bronze daurat. Sota la taula hi ha un baix relleu que reprodueix el Sant Sopar de Leonardo da Vinci. Sobre la taula hi ha el cimbori amb una porta de malaquita i lapislàtzuli, amb una imatge de Jesús entre àngels. Per sobre del tabernacle s'alça el baldaquí que s'utilitza per exhibir el Santíssim Sagrament. A la paret central hi ha una cortina en què estan representats (d'esquerra a dreta) els sants Gregori I, Agustí de Canterbury, Vinifred i Edmund el màrtir. En un panell de marbre hi ha una pintura dels sants Joaquim i Anna, la Maria Infanta i dos àngels. El vitrall representa el papa Lleó XIII entre la Prudència i la Temprança, mentre que als costats del vitrall hi ha els sants següents (d'esquerra a dreta): Thomas Becket, Eduard el Confessor, l'Emperadriu Helena, Beda el Venerable, Cuthbert, Mildred, Thomas More i John Fisher. La volta presenta l'apoteosi de Sant Joaquim. Els protagonistes dels frescos dels arcs laterals són santa Margarida d'Escòcia, en oració, i sant Jordi, davant del drac.[6]
- La capella dels Estats Units està dedicada a la Immaculada Concepció i va ser pintada al fresc per Eugenio Cisterna. L'altar està situat a la paret esquerra i presenta una estàtua de marbre de la Madonna creada per l'escultor Tripisciano. Darrere seu hi ha escrit " Tota pulchra es Maria " ("Ets tota bonica, Maria" en llatí) i als seus costats hi ha els arcàngels Miquel i Gabriel. A la paret central, hi ha representades Judit amb el cap d'Holofernes i Rebeca al pou, separades per una finestra. A la paret dreta hi ha dues altres heroïnes bíbliques, Ester i Abigail, i al centre un escut d'armes amb la bandera estatunidenca. A la volta hi ha àngels i les inicials dels noms de Jesús i Maria.[7]
- La Capella d'Espanya va ser dissenyada per Carlo Busiri Vici, Eugenio Cisterna i Giulio Cesare Giuliani i va ser creada a partir d'una de les habitacions de la sagristia . Va ser inaugurada el 12 d'octubre de 1908 i va ser dedicada a la Mare de Déu del Pilar. És una capella ricament decorada i algunes de les pintures van ser fetes per José Nogué Massó . L'altar de marbre de carrara està coronat per una reproducció de l'estàtua de la Mare de Déu del Pilar, envoltat per un vitrall amb àngels. A la paret esquerra hi ha una estàtua de sant Josep de Calasanç i pintures que representen sant Joan de la Creu i Ildefons de Toledo. A l'altra paret, es van crear quatre finestres en què hi ha retratats Isidre el Llaurador, Isidor de Sevilla, Tomás de Villanueva, Vincenç Ferrer, Engràcia de Saragossa, Isabel d'Aragó, Vincenç i Llorenç. Al centre hi ha una estàtua de santa Teresa d'Àvila.[8]

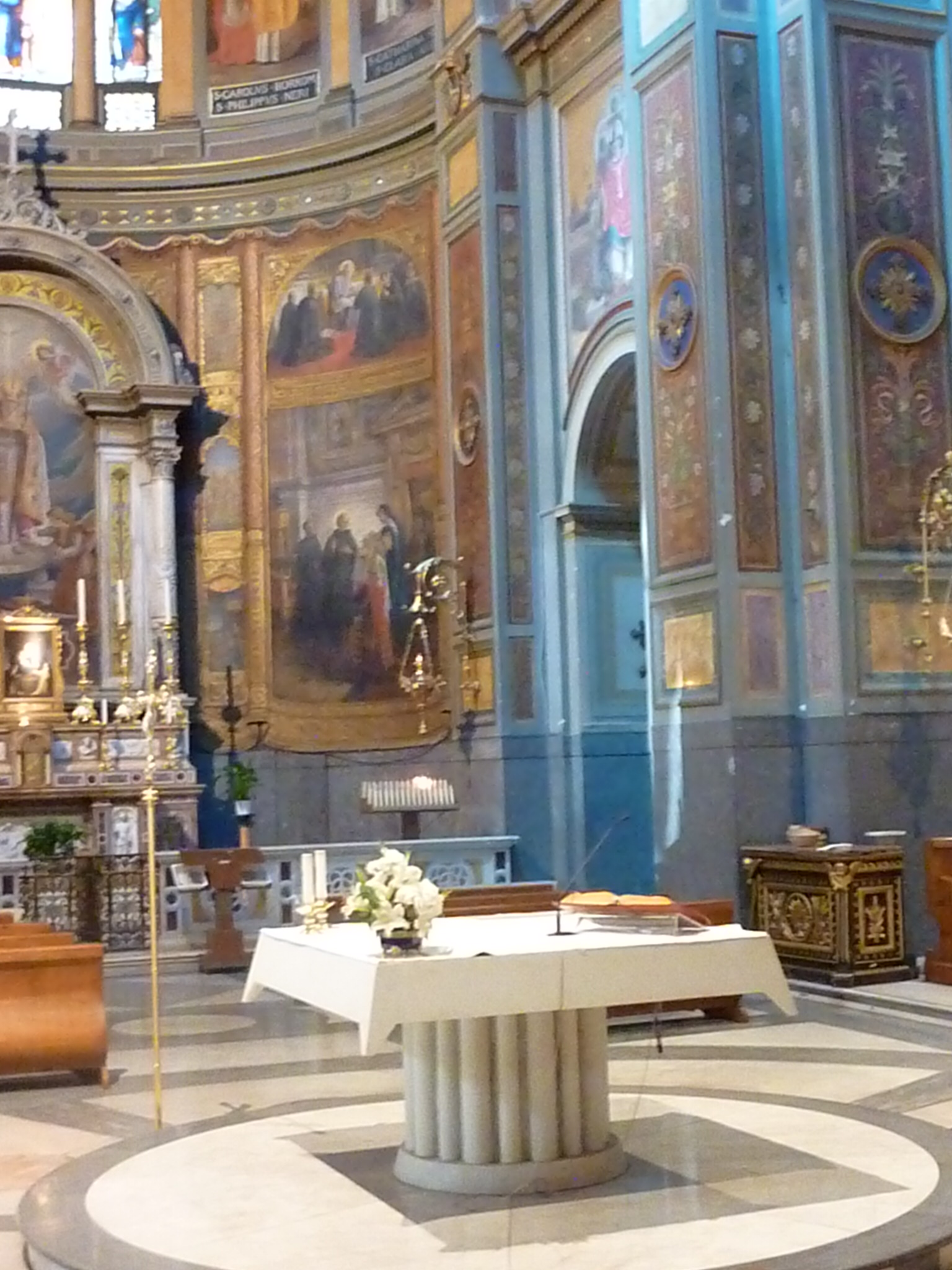
Una part de la capella d'Itàlia

- La capella de França està dedicada al Sagrat Cor de Jesús. Els frescos són de Cisterna, el mosaic és de Cappabianca i l'altar és de Busiri Vici i Scrivo. L'altar està situat a la paret dreta i recorda els mosaics cosmatescos de les esglésies romanes d'Orient. Al centre hi ha una reproducció en mosaic de la icona de la Nostra Senyora del Perpetu Socors i una estàtua del Sagrat Cor, flanquejada pels sants Lluís IX i Martí de Tours i coronada per un tondo de Benet Josep Labre. Al centre de la paret central hi ha una finestra que representa Crist mostrant el seu cor a santa Margarida Maria Alacoque; als costats hi ha les santes Genoveva i Joana Francesca de Chantal. Sota el finestral hi ha una urna amb el cos de la santa màrtir Generosa. A la paret esquerra hi ha un fresc que representa el bisbe Remigi batejant Clovis; als costats hi ha sant Bernat de Claravall i sant Vicenç de Paül, mentre que a la lluneta hi ha Joana d'Arc. A la volta hi ha una creu enjoiada, un xai i uns àngels.[9]
- La capella d'Itàlia es troba al final del transsepte esquerre i està dedicada a Alfons Maria de Liguori. Els frescos són de Monti, mentre que el disseny de la volta és de Schmaltz. Al centre hi ha la glòria de Sant Alfons, envoltat d'àngels. La capella té dos registres. El primer presenta episodis de la vida del sant: la presentació a Francesc de Geronimo, Alfons donant als seus companys les regles del seu institut (a la dreta), un èxtasi davant la Mare de Déu dels Set Vels a Foggia i el lliurament de les regles a les monges (a l'esquerra). El segon registre presenta vitralls amb Sant Pere i les al·legories de la Justícia i la Fortalesa, als costats dels quals hi ha els següents sants italians (d'esquerra a dreta): Francesc d'Assís, Pau de la Creu, Ambròs, Tomàs d'Aquino, Carles Borromeu, Felip Neri, Caterina de Siena i Clara d'Assís. A la volta es pot admirar la intercessió de Sant Alfons amb la Mare de Déu, així com els sants redemptoristes Climent Maria Hofbauer i Gerardo Majella . Als arcs laterals hi ha frescos amb santa Llúcia i sant Gregori I el Gran.[10]
- La capella dels Països Baixos va ser pintada al fresc per Attilio Palombi. El fresc central representa la consagració de sant Willibrord com a primer bisbe d'Utrecht. A la paret esquerra té lloc el miracle eucarístic d'Amsterdam de 1345, i a l'altra paret hi ha els màrtirs de Gorcum pintats al fresc. A la lluneta esquerra, santa Lidwina és consolada per un àngel, i a la lluneta dreta, sant Bonifaci és assassinat. A la volta som testimonis de l'oració de Sant Gervasi davant dels Sants Pere i Pau.[11]
- La Capella de Belgica va ser dissenyada per Carlo Busiri Vici i pintada al fresc per Silvio Galimberti. Com que estava dedicada a sant Josep, els Esponsalls de la Mare de Déu es van pintar a la volta, el Naixement i la Fugida a Egipte es van escenificar a les llunetes i el fresc central il·lustra la seva mort. La paret esquerra representa Santa Juliana de Lieja i a la paret dreta hi ha una estàtua de Sant Josep flanquejada per quatre cercles que simbolitzen quatre virtuts (caritat, pobresa, fe i oració).[12]
- La capella d'Irlanda va ser pintada al fresc per Gagliardi i Cisterna, i decorada amb un altar de marbre policromat esculpit per Scrivo. La capella està dedicada a sant Patrici, que al fresc central està assegut en un tron i envoltat pels sants irlandesos Benigne d'Armagh i Brígida. A la paret esquerra hi ha representats sant Brandan amb Ira i Mugino i, a la lluneta, sant Columbà. A la paret dreta, sant Furseu Abat contempla les flames de l'Infern, mentre que a sobre seu un sant retorna un nen a la seva mare. A la volta hi ha l'apoteosi de Sant Patrici.[13]
- La capella Argentina es deu a Cisterna. L'altar és de marbre rosa i està coronat per un fresc amb àngels venerant la Mare de Déu de Luján. La paret esquerra presenta santa Jacinta i un "Sant Salomó" (potser el rei bíblic) i la paret dreta sant Francesc Solano i santa Rosa de Lima. Les llunetes il·lustren, respectivament, l'aparició de la Mare de Déu de Guadalupe a Juan Diego Cuauhtlatoatzin i sant Martí compartint la seva capa amb un pobre home. A la volta hi ha la glòria del nom de Maria.[14]

## El títol cardenalici
San Gioacchino ai Prati di Castello (llatí: Titulus Sancti Ioachimi) és un títol cardenalici instituït pel papa Joan XXIII el 12 de març de 1960 amb la constitució apostòlica Ad Romanorum Pontificum.
Des del 22 de febrer de 2014, el titular és el cardenal Leopoldo José Brenes Solórzano, arquebisbe metropolità de Managua.

### Titulars
- Bernard Jan Alfrink (31 de març de 1960 - 16 de desembre de 1987 mort)
- Michele Giordano (28 de juny de 1988 - mort el 2 de desembre de 2010 )
  - Títol vacant (2010 - 2014)
- Leopoldo José Brenes Solórzano, des del 22 de febrer de 2014